# Digil
Digil és un clan de la confederació dels Rahanweyn. Els digil són principalment agricultors (els principals cultius són el plàtan, la canya de sucre, la melca, fruites i sèsam) encara que també crien vaques i camells que els proporcionen carn, llet i pells. Viuen a la part sud-oest de Somàlia, més aviat a la zona propera a la costa, en cases rodones amb parets de fang i teulada cònica de palla. Algunes vegades se'ls considera un clan separat dels Rahanweyn.
Els digil van tenir molt de contacte amb els mercaders àrabs i perses; després van patir les incursions dels pobles somalis dels nord i des del segle xvi dels oromos. Es van oposar a la colonització italiana.
El 1960 van perdre poder polític que va bascular cap al nord on els britànics havien establert un sistema educatiu que havia produït els principals quadres. Després del 1991 els interessos dels digil els defensa l'Exèrcit de la Resistència Rahanweyn.